# Eisenberger Mühltal

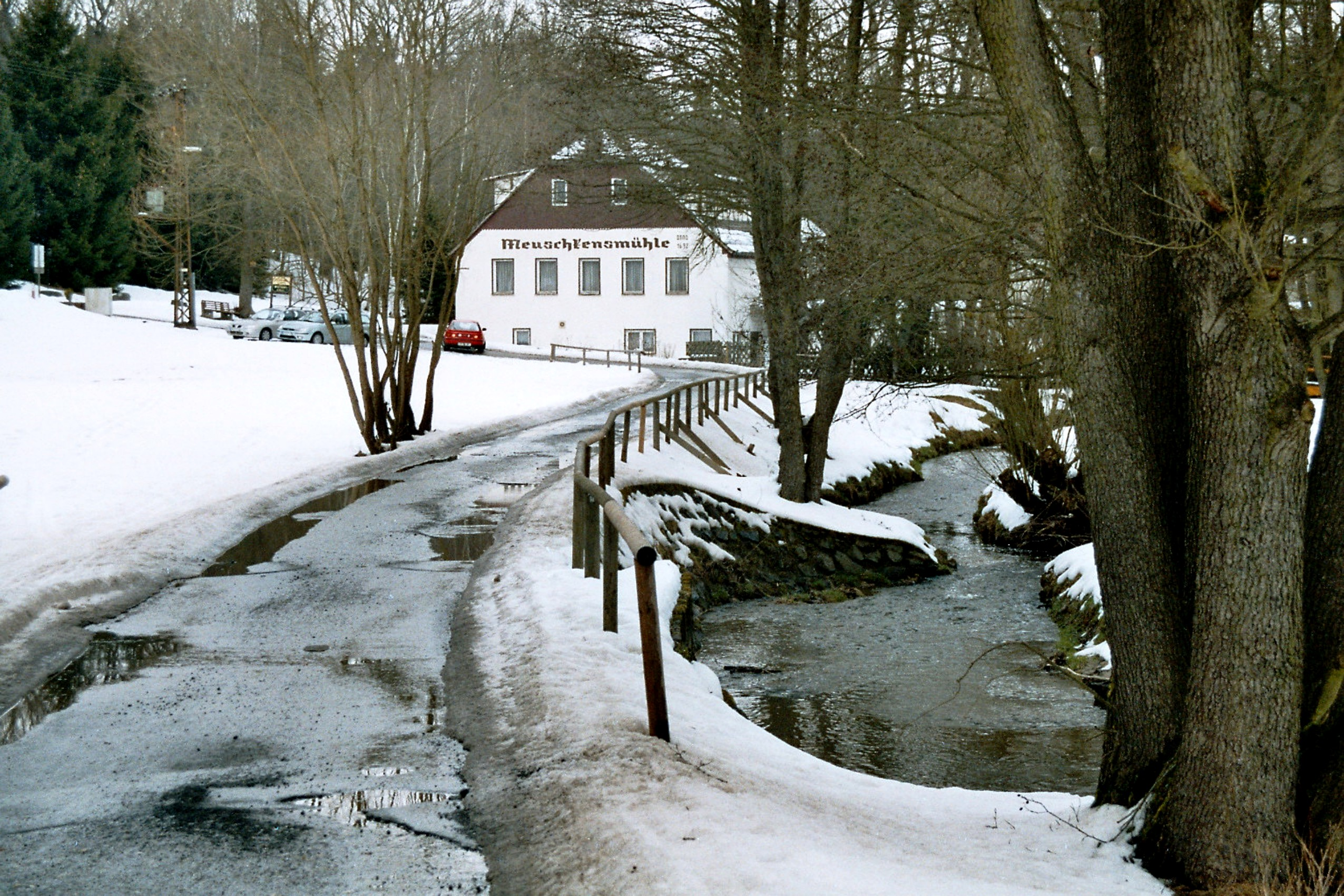
Blick von Weißenborn im Tal zur Meuschkensmühle (2005)

Das Eisenberger Mühltal ist ein durch den Bach Rauda (auch: Raudenbach) gebildetes Tal im Thüringer Holzland in Thüringen. Es ist seit 1953 Landschaftsschutzgebiet.

## Lage und Verkehrsanbindung
Das Mühltal liegt in Ostthüringen, ca. 20 km nordwestlich von Gera. Es erstreckt sich auf einer Länge von etwa 12 Kilometern von Weißenborn bei Hermsdorf bis nach Kursdorf bei Eisenberg.
Am östlichen Dorfrand von Kursdorf befindet sich ein Zufahrtsweg (Mühltalstraße) ins Mühltal. Der durch Kursdorf fließende Malzbach mündet nicht weit nach dem passieren der Kursdorfer „Weißenmühle“, die er früher antrieb, in die Rauda ein (außerhalb des Mühltales).
Von Eisenberg führt die Karolinenstraße direkt zur Schössersmühle und die Mühlenstraße (über ihre rechte Gabelung) zur Pfarrmühle. Von Weißenborn führt die Mühltalstraße zur Meuschkensmühle.
Für Besucher des für Kraftfahrzeuge regulär gesperrten Tals, stehen die folgenden Parkplätze in der Umgebung zur Verfügung:
- im Ort Rauda
- an der Robertsmühle im Mühltal
- zwischen Weißenborn und der Meuschkensmühle im Mühltal
- in Weißenborn an der „Roten Pfütze“ beim Weg zum „Stillen Tal“
- in Tautenhain (mit Infotafel und Beginn von Wanderwegen)
- am Waldklinikum Eisenberg (mit Infotafel und Beginn von Wanderwegen)
- zwei Parkplätze an der Klosterlausnitzer Straße im Staatsforst Hainspitz. (mit Infotafel und beginnenden Wanderwegen)

Vor der Westseite des Mühltales verläuft von NO nach SW (parallel zum Mühltal) die Klosterlausnitzer Straße, von Eisenberg nach Bad Klosterlausnitz.

### Höhe
Die Talsohle bei der Walkmühle liegt um etwa 130 m tiefer als der von hier über das Walktal erwanderbare Ort Tautenhain (bis 365 m ü.NN). Somit liegt die Walkmühle im Eisenberger Mühltal auf etwa 235 m über NN.

### Seitentäler des Mühltales
Für Wanderer interessant sind auch die Seitentäler des Mühltales. Das Langetal (auch: Langes Tal) an der Schössersmühle und das Walktal nahe der Walkmühle. Beide führen nach Tautenhain. Ungefähr 500 Meter südöstlich der Robertsmühle mündet das Sautal ein.
Wo die Mühltalstraße (flussaufwärts) links nach Weißenborn abzweigt zweigt zuvor rechts ein Wanderweg durch das Stille Tal zur Klosterlausnitzer Landstraße ab. Die Überbrückung dort wird „An der Roten Pfütze“ genannt, wegen Rotfärbung von Wasser und Boden durch den hiesigen Buntsandstein.
Nördlich der Meuschkensmühle zweigt nach Osten der Schäfersgrund (mit einem Wanderweg) ab. Nordwestlich der Froschmühle liegen die Mückentäler.

## Geschichte
Orographisch links der Meuschkensmühle fand man (vor 1970) auf einem hochgelegenen Feld, nahe eines alten Steinbruches menschliche Werkzeuge aus der Altsteinzeit, darunter u. a. Faustkeile.
Leicht nördlich sowie leicht südlich des Wanderweges "Alte Straße", der von der Rauda südwestlich zur Waldsiedlung von Tautenhain verläuft, befinden sich – u. a. südlich der Kursdorfer Weißenmühle – in der Flur von Kursdorf (sowie von Seifartsdorf) mehrere Grabhügel, die mutmaßlich der Jungsteinzeit zuzuweisen sind. Vier davon wurden um 1924 ausgegraben. Weitere wurden 1942 und in den 1950er Jahren erkundet. Man fand damals u. a. schnurbandkeramische Artefakte. Ein Grabhügel wurde 1998 wieder aufgeschüttet/rekonstruiert und umzäunt, dabei fand man ein Feuersteinmesser.
Die "Alte Straße" verläuft von Hartmannsdorf nach Weißenborn immer auf dem Höhenrücken entlang. Dieser Weg ist frühgeschichtlichen Ursprunges.
Am östlichen Zaun des Gartens der Kursdorfer Weißenmühle steht ein Sühnekreuz (mit einem eingemeißelten Schwert), welches 1953 erneuert wurde. Der Sage nach sollen hier 1090 Reiter des Kaisers Heinrich IV. den Markgrafen Ekbert III. von Meißen erschlagen haben. (Hier liegt möglicherweise ein Fehler der Quelle vor und es ist wohl Ekbert II. von Meißen gemeint)
Im Waldgebiet südlich des Mühltales gibt es Sandvorkommen. Diese Flur (Forstabteilung 156, südöstlich der Meuschkensmühle) gehört heute zum Ort Weißenborn. Hier soll eine der ältesten Glashütten Thüringens gestanden haben, die der Eisenberger Chronist Back auf das Jahr 1196 festschreibt. Hier finden sich „überwachsene Hügel und Mauergruben“. Alte Karten benennen das Areal als „Bei der Glashütte“, „Glashüttengraben“ und „Glashüttenwiese“.
Die genaue Lage der Glashütte konnte bislang nicht ermittelt werden. Bei Grabungen 1925 durch den Jenaer Professor Gustav Eichhorn (1862–1929) und 1977 in zwei Gruben fand man Überreste, die eine Grube als Standort eines mittelalterlichen Hauses auswiesen. In der anderen wurde der Unterbau eines Pechofens mit einer noch vorhandenen Destillat-Entnahmevorrichtung gefunden. Keramikfunde im Gelände stammen aus dem 14. bis 17. Jh. Im Areal wurden aber auch als Lesefunde Glasschmelzreste und Hafen-Bruchstücke gefunden.
Knapp westlich vor der Klosterlausnitzer Straße (von Eisenberg nach Bad Klosterlausnitz) befindet sich westlich des Mühltales im Staatsforst Hainspitz in der Flur von Saasa nahe dem Flurstück "Blautannenschlag" (östlich eines Teiches und südöstlich von Hainspitz) der Standort der abgegangenen Jakobskapelle. Der Überlieferung nach wurde sie 1450 im Sächsischen Bruderkrieg zerstört. Ihre Steine wurden Ende des 16. Jh. in Saasa zum Kirchenbau (St. Salvator) und am Eisenberger Marktplatz für das Hundertmark'sche Haus verwendet. Dennoch war um 1700 noch der Eingangsbereich erhalten gewesen. Heute ist das Areal Bodendenkmal.
Die ersten Mühlen im Tal wurden ab dem 13. Jahrhundert urkundlich erwähnt. Ersterwähnt wird dabei die Pfarrmühle im Jahre 1290 in einer Urkunde des Zisterzienserinnenkloster Eisenberg. Mindestens 11 Mühlen befanden sich im Laufe der Jahrhunderte am Raudenbach. Manche Quellen behaupten, es wären 16 Mühlen gewesen. Es gab dort Mahlmühlen (Getreidemühlen), Sägemühlen (Schneidmühlen) und mindestens eine Walkmühle.
Die Mühlen folgen einander in Rufweite, es gibt aber zwischen Naupoldsmühle und Meuschkensmühle eine größere Lücke. Hier sind zwei Mühlen verschwunden.
Heute existieren nur noch acht Mühlen als erhaltene Gebäude. Noch um 1900 war das Leben im Mühltal beschwerlich. Es gab nur Trampelpfade als Wegsamkeiten und die Müller hielten Esel zum Transport des Mahlgutes. Jeder Mühle war die Zahl an nötigen Eseln vorgeschrieben worden. Die Flurnamen Eselswand und Eselssteig (von der Schössersmühle nach Eisenberg führend) erinnern noch daran. Die Mühlen im Mühltal wurden – schleichend – letztlich wegen Unrentabilität alle eingestellt. Einige Müller betrieben hier zusätzlich Landwirtschaft, doch das schmale Tal gab dies kaum her. Außer den Personen der Mühlenanwesen war das enge Tal unbewohnt.
In der Umgebung von Eisenberg wurde nachweisbar schon im Mittelalter Eisenerz verhüttet. Dabei handelte es sich um Brauneisenstein, der in den Verwitterungs-Kiesen der Tertiärzeit vorkommt.
Etwa 500 m südöstlich der Robertsmühle befindet sich eine Pinge. Das Objekt ist gut vom Sautal aus zugängig. Auf Befehl des Herzogs Christian von Sachsen-Eisenberg wurde hier ab 1685 nach Eisenerz geschürft, ohne Erfolg. Im Ort Rauda (außerhalb des Mühltales) erinnern die erhaltenen „Berghäuser“ an diese Bergbauversuche.
Ein wirtschaftlicher Aufschwung trat in der benachbarten Stadt Eisenberg ein, als 1880 die Bahnlinie Crossen-Eisenberg fertiggestellt war. Sie führte durch Rauda und am unteren Eingang des Mühltales vorbei. 1905 erfolgte eine Erweiterung der Strecke über Bürgel nach Porstendorf und damit eine Anbindung an die Saaletalbahn Saalfeld-Großheringen.
(Diese 1999 stillgelegte und rückgebaute Bahnlinie ist heute Teil eines Fahrradfernweges)
Im Jahr 1901 wurde eine feste Straße durch das Tal gebaut (Mühltalstraße) die fast immer direkt am Bach entlang verläuft. Damit begann die touristische Erschließung. Das Tal wurde (später?) für den Kraftverkehr gesperrt und 1953 unter Landschaftsschutz gestellt.

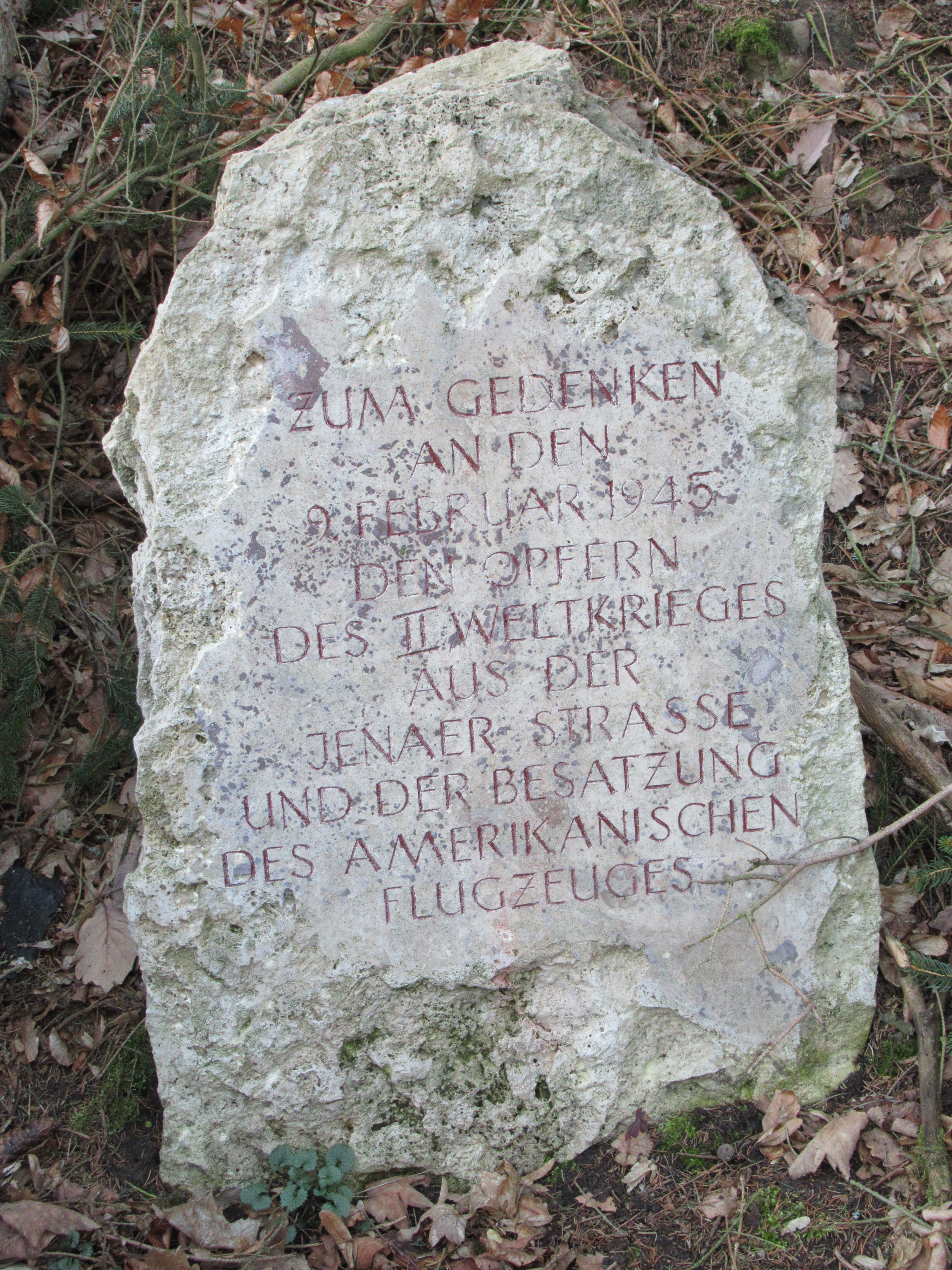
Gedenkstein für die Opfer des Bomberabsturzes bei der Pfarrmühle

Am 9. Februar 1945 kollidierten im Raum zwischen Jena und Eisenberg zwei Bomber der United States Army Air Forces vom Typ Boeing B-17 „Flying Fortress“, nachdem einer von ihnen durch Flak beschädigt worden war. Dem anderen war beim Zusammenstoß das Heck abgerissen worden, er stürzte im Eisenberger Mühltal ab, 50 Meter nördlich der Pfarrmühle. Acht Besatzungsmitglieder kamen ums Leben, der Heckschütze konnte sich retten. Vor dem Absturz entledigte sich die Maschine noch ihrer Bomben über Eisenberg. Diese explodierten zwar nicht, zerstörten dennoch zwei Häuser, beschädigten weitere und töteten zehn Menschen.
Im Süden von Stadt Eisenberg befindet sich am Waldrand (nördlich der Pfarrmühle), an der Klosterlausnitzer Straße, das Waldkrankenhaus (heute: Waldkliniken Eisenberg), ein Universitätsklinikum (der Universität Jena) für Orthopädie. Es entstand am Ende des Zweiten Weltkrieges als Lazarett. Durch Rudolf Elle wurde es zu einem modernen Krankenhaus umgestaltet. Er erhielt daher während der DDR-Zeit die Auszeichnung Verdienter Arzt des Volkes und das Krankenhaus trug seinen Namen. Heute (2025) führt ein Rundweg von den Waldkliniken zum Mühltal und zurück.
In der DDR-Zeit wurden die verschiedenen Mühlengebäude als Gaststätten, Betriebsferienheime mit öffentlichen Gasträumen, sowie als Jugendherberge genutzt.

### Abgerissene Wassermühlen
Flussaufwärts befand sich nach der Naupoldsmühle ehemals die Hermannsmühle. Dort befindet sich eine hölzerne Brücke über die Rauda. Wegen Unwirtschaftlichkeit gab der Besitzer die Mühle auf und verkaufte sie 1881 an den Staat. Die verfallenden Gebäude wurden schließlich abgerissen und das Areal wieder aufgeforstet. Am Felsenhang sind noch der alte Mühlgraben, verfallene Grundmauern und Kellergewölbe zu sehen. Das Bachbett ist hier mit Steinen eingefasst. In der DDR-Zeit fertigten Jungpioniere der (Eisenberger ?) Station „Junge Techniker“ ein Modell der Hermannsmühle an welches in das damalige Kreisheimatmuseum Eisenberg im Schloss Friedrichstanneck kam.
Folgt man von hier der Mühltalstraße talaufwärts weiter, stand hinter der nächsten Brücke rechts in einer Biegung die Bauernmühle. Diese brannte 1898 ab und wurde offenbar danach abgerissen, denn von ihr sind keine Reste – außer dem alten Mühlgraben (flussaufwärts) rechts am Waldhang – sichtbar. Seit 1900 wurde das Areal der Bauernmühle forstwirtschaftlich genutzt.

## Waldbestand
Es finden sich überwiegend Bestände von Fichten und Kiefern (auch im angrenzenden Walktal). Auch geschlossene Buchenbestände finden sich im Mühltal, so bei der Schössersmühle und vor der Pfarrmühle.
Etwa ab der Meuschkensmühle (flussaufwärts) ist das Tal waldfrei.
Vor dem unteren Eingang ins Mühltal befindet sich zwischen Eisenberg und Kursdorf die Georgseiche. Sie ist mit 4,5 m Stammumfang (Stand um 1970) der stärkste Baum der Eisenberger Umgegend und steht unter Naturschutz. Früher lag hier das Waldstück "Krähennest". Es zog sich bis zu einer nahen Bahnstation (die nicht mehr existiert) hin. Die Georgseiche ist der letzte Baum dieses vormaligen Wäldchens.

## Geologie
An der Schössersmühle kreuzt der durch das „Langetal“ nach Tautenhain ansteigende Wanderweg den Mühltalweg. Hier befindet sich auf der (flussaufwärts) linken Talseite des Mühltales ein historischer Steinbruch. Mächtige Buntsandsteinschichten (roter Sandstein) sind hier sichtbar.
In die schwachgewellte Landschaft des Tertiär senkten sich in dem zeitlich folgenden Pleistozän (vor 1 Million Jahren bis etwa 8000 v.u.Z.) die Flüsse Weiße Elster und Saale und mit ihnen auch die Täler der Flüsse Rauda, Gleise und Erlbach in die Gesteinstafeln aus Kalk oder Sandstein ein. Die weicheren Tone des Röt's (oberste Schicht des Buntsandsteins) zwischen Bürgel und Hainspitz wurden dabei schneller und tiefer ausgeräumt als der härtere Muschelkalk bei Bürgel.
Bereits im Tertiär waren die Buntsandsteinschichten meterhoch verwittert/abgetragen worden, wodurch ein weißgrauer oder rötlicher Ton entstand, der nördlich von Eisenberg abgebaut wurde.

### Quelle an der „Paul-Burkhardt-Ruhe“
Flussaufwärts befindet sich zwischen der Walkmühle und der Pfarrmühle, nah an letzterer links des Mühltalweges die sogenannte „Paul-Burkhardt-Ruhe“ mit einer stark schüttenden Quelle.

### Zuflüsse zur Rauda im Mühltal
Eine Wanderkarte weist im oberen Teil des Mühltales, südlich der Naupoldsmühle, an der Tal-Westseite die Bäche Tonborn und Leckengraben aus, die vereinigt hier ins Mühltal fließen als Zufluss der Rauda.
Am Tonborn liegt der „Schwarze Teich“.
Im Schäfersgrund gibt es einen unbenannten Bach, der ins Mühltal fließt.

### Berge und Erhebungen beim Mühltal
Am Beginn des Mühltales bei Weißenborn (südlich von Milos Waldhaus) liegt der Kompassberg (315 m) westlich des Tales. Nordwestlich von Milos Waldhaus liegt westlich des Tales der Hühnerberg. Nördlich der Amtsschreibermühle liegt der Herrenberg. Nordwestlich der Robertsmühle liegt der Silberberg (319 m). Der Sandberg (336 m) liegt südöstlich der Froschmühle und nordöstlich der Meuschkensmühle nah dem Schäfersgrund.
Südwestlich von Friedrichstanneck liegt westlich der Klosterlausnitzer Straße der Kieshügel (360 m).

## Sehenswürdigkeiten

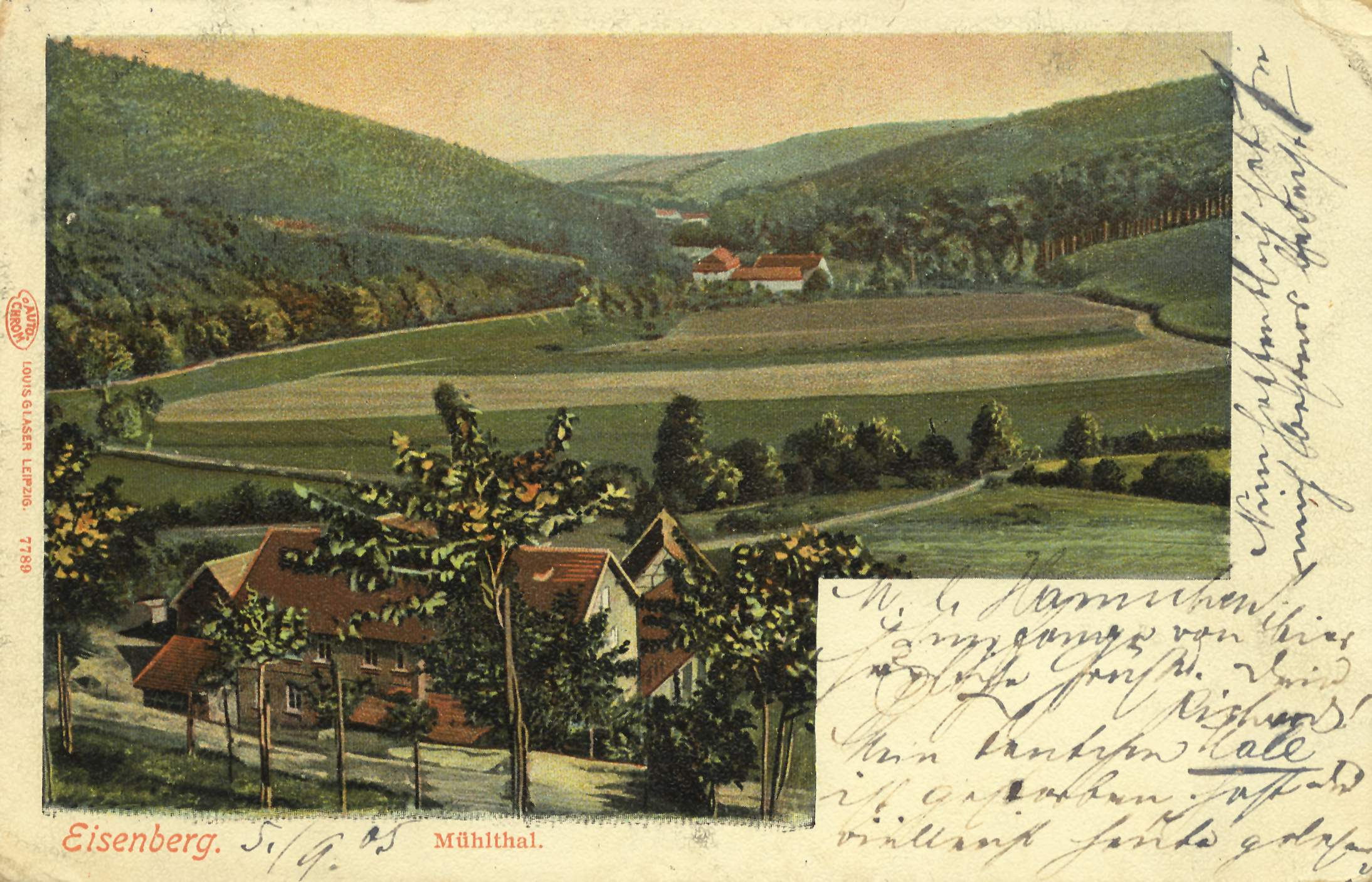
Tal um 1900

Das Tal ist in eine waldreiche Gegend eingebettet und heute gleichermaßen ein Landschaftsschutz- und Naherholungsgebiet.
Der Eisenberger Chronist August Leberecht Back (1791–1875) schrieb im Jahre 1843: „Der Raudenbach durchfließt von Westen nach Osten das schöne, romantische Mühltal, welches wegen seiner mannigfachen Abwechslung und oft überraschender Schönheiten mit vielen hochgepriesenen Tälern wetteifern dürfte und deshalb oft von den heimischen und fremden Naturfreunden besucht wird.“

### Wanderwege

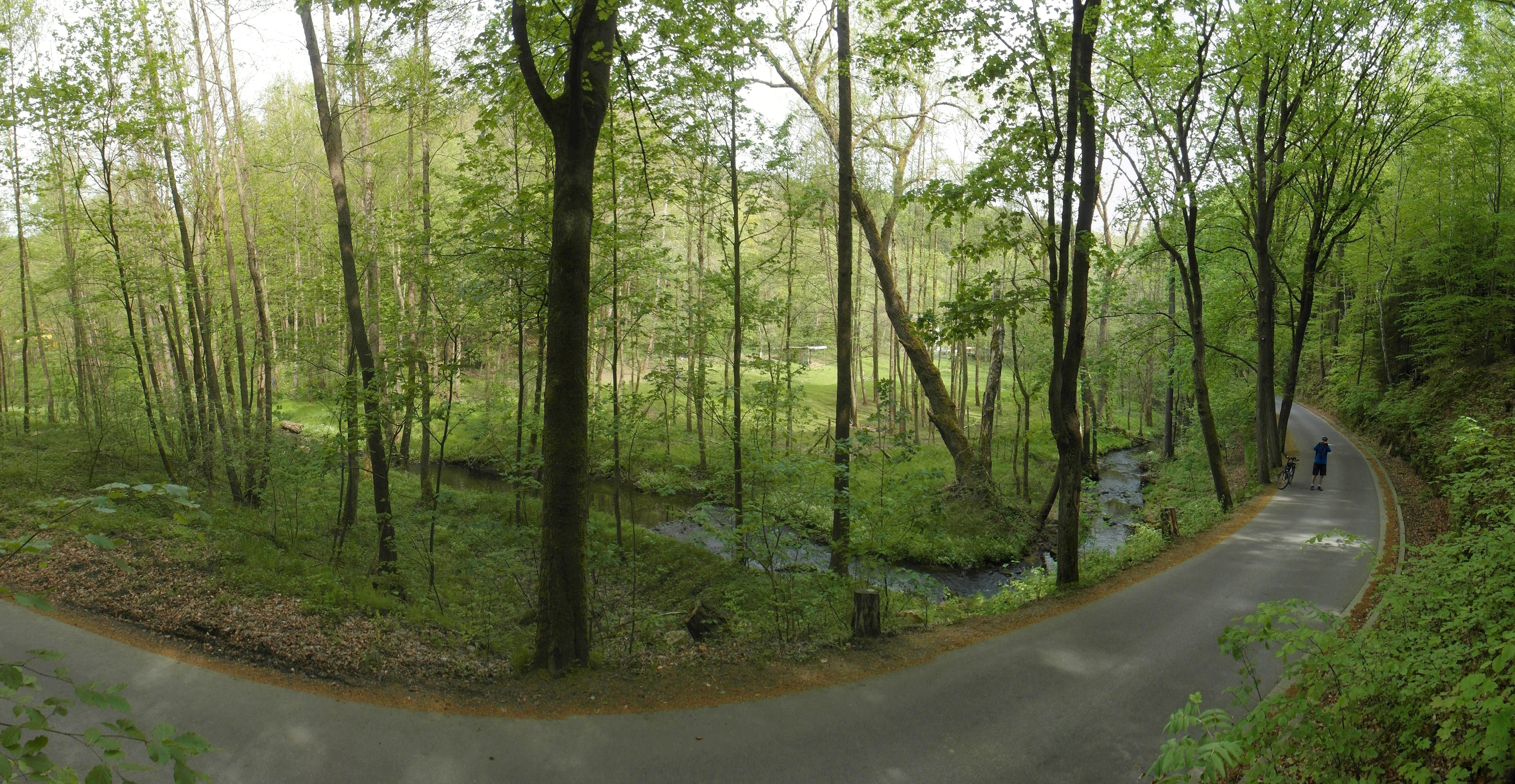
Thüringer Mühlenradweg im Eisenberger Mühltal (2015)

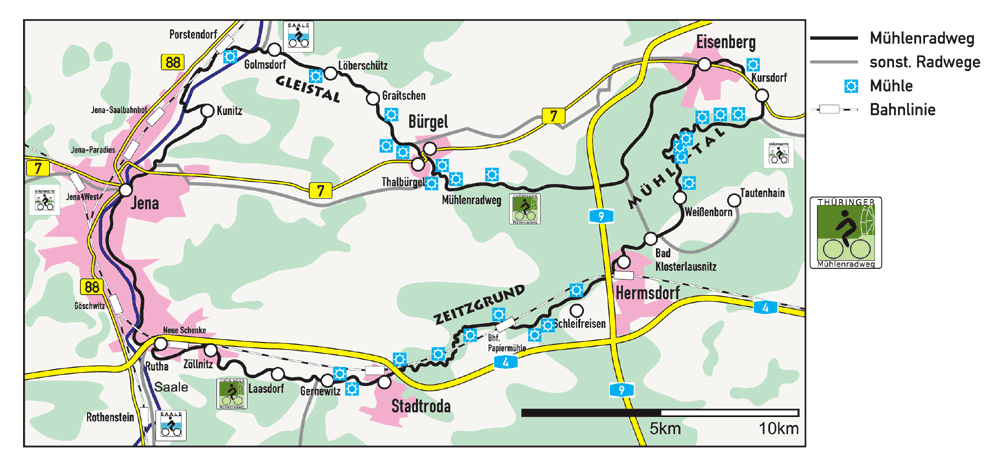
Übersichtskarte des Thüringer Mühlenradwegs

Entlang des Bachs (abseits der Mühltalstraße) erstreckt sich der Hauptwanderweg, ein Abschnitt des Thüringenwegs (markiert mit blauem Vollkreis auf weißem Feld), an dem mehrere zu Gaststätten umgebaute Mühlen den Wanderfreund einladen. Teilweise erklimmt der Thüringenweg auch den Talhang und ermöglicht Ausblicke ins Mühltal.
Auf dem asphaltierten Weg des Tals (Mühltalstraße) verläuft auch der Radfernweg Thüringer Städtekette.
An der Stelle, wo sich ehemals die Hermannsmühle befand (flussaufwärts nach der Naupoldsmühle), zweigt (flussaufwärts) ein Waldweg, der „Reitsteg“ (mit „R“ markiert auf den Wegweisern) ab, der über die hölzerne Bachbrücke der Rauda führt, immer an der Südseite des Tales entlang. Kurz vor der Meuschkensmühle trifft er wieder auf die Mühltalstraße.
Von den Waldkliniken Eisenberg führt ein längerer Rundweg, der „Sommerfrische-Weg“ (Wegweiser: grüner Vollkreis auf weißem Feld) als Wanderweg zum Mühltal und wieder zurück. Teilweise verläuft er im Süden parallel zum Mühltal, teilweise auch im Mühltal entlang. Er passiert hier Schössersmühle, Amtsscheibersmühle, Walkmühle und Pfarrmühle.

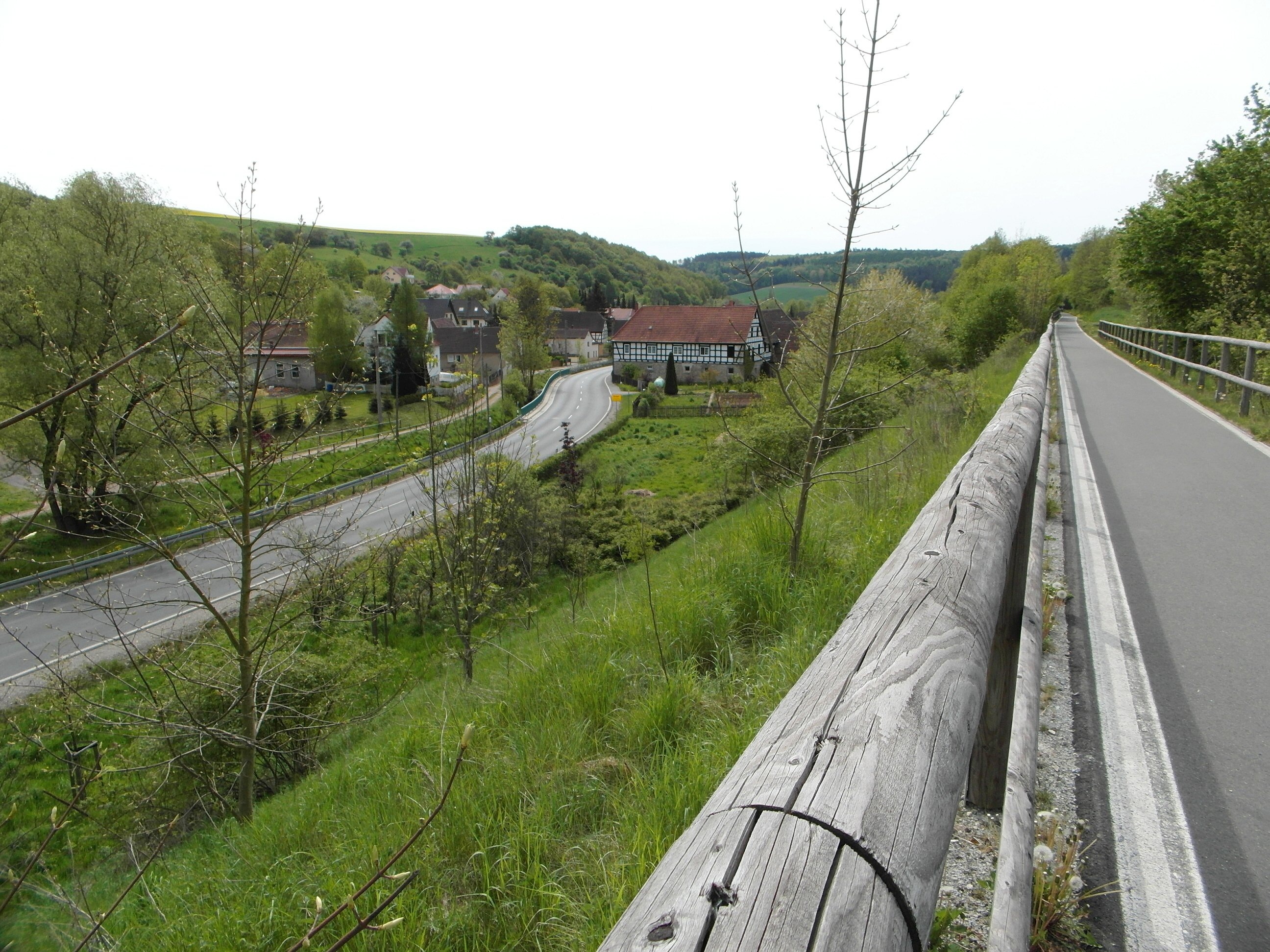
Radweg auf der ehemaligen Bahntrasse zwischen Kursdorf und Eisenberg

Auf der 1999 stillgelegten und rückgebauten Bahnstrecke Crossen an der Elster–Porstendorf verläuft teilweise ein Wanderweg/Fahrradweg am unteren Eingang des Mühltales vorbei (ebenfalls Radfernweg Thüringer Städtekette).
Auf der genannten Bahntrasse (vor dem Eingang ins Mühltal bei Kursdorf) sowie durch das Mühltal (Mühltalstraße) verläuft der (hier asphaltierte) Thüringer Mühlenradweg.
Am Wanderweg "Alte Straße" (siehe Kapitel Geschichte), von Weißenborn nach Hartmannsdorf, befinden sich mehrere Schutzhütten (u. a. die Schutzhütte "Burschenruhe" südlich der Kursdorfer Weißenmühle) und Sehenswürdigkeiten. Eine weitere Schutzhütte befindet sich am Wanderweg von der Pfarrmühle nach Tautenhain (südlich des Sandberges). Und zwei Schutzhütten östlich von Serba und östlich von Klengel an der Straße von Eisenberg in Richtung Bad Klosterlausnitz.

### Wassermühlen des Mühltales
Heute existieren von den ehemals mindestens 11 Mühlen noch acht als erhaltene Gebäude (teilweise jüngere Nachfolge-Bauten).
Sie liegen im Tal flussaufwärts (von Kursdorf kommend) in folgender Reihenfolge an der Rauda:
- Robertsmühle (auch: Schmeisersmühle)

Nahe bei Eisenberg-Kursdorf. Der gastronomische Betrieb als Café wurde mindestens bis Juli 2011 fortgeführt, aber vor 2025 eingestellt. An der Robertsmühle befindet sich auch der Miniaturenpark mit den Mühlenmodellen der Zeit um 1900. Die Robertsmühle liegt am Kursdorfer Taleingang talaufwärts rechts am Waldrand. Das Bett des Mühlgrabens ist an der Wiesengrenze noch zu erkennen. Im 18. Jh. hieß sie auch Schmeisersmühle nach dem damaligen Besitzer. In der DDR-Zeit war sie um 1970 Betriebsferienheim des VEB Gravo-Druck in Halle/Saale und um 1980 Betriebsferienheim der GHG Weißenfels.
- Schössersmühle (auch: Untersteigsmühle)

Sie war früher Mahlmühle und Sägemühle. Hotel und Gaststätte der Schössersmühle waren im Juli 2011 bereits nicht mehr in betrieb. Ein Schösser war ein herzoglicher Beamter, der als Steuereintreiber tätig war und hier offenbar Mühlenbesitzer war. Als letzte Mühle des Tales stellte die Schössersmühle 1953 den Mahlbetrieb (und die mit betriebene Landwirtschaft) ein. Der Sägemühlenbetrieb der Schössersmühle war bereits eher stillgelegt worden. Seit 1954 wurde das Objekt vom VEB Braunkohlenwerk „Einheit“ Bitterfeld als Erholungsheim genutzt. Bei der Restaurierung damals wurde das Fachwerk der Obergeschosse mehrerer Gebäude des Objekts erhalten und das 4 m große Mühlrad, welches noch vom Wasser angetrieben werden kann, unter Denkmalschutz gestellt. An der Ostseite des Hauptgebäudes erinnert eine Gedenktafel an einen Umbau im Jahre 1851.
Um 1980 wurde die Mühle als Ausflugsgaststätte und als Ferienheim des VEB Magdeburger Armaturenwerke betrieben.
Von der Schössersmühle aus kann über das „Lange Tal“ südwärts die Waldsiedlung von Tautenhain erreicht werden. Zwischen dieser und dem Ort Rauda liegt östlich der Waldsiedlung an dem Wanderweg nach Rauda das Areal eines DDR-Raketentruppen-Verbandes der 3. Raketenbrigade
- Amtsschreibersmühle Amtsschreibermühle (2008)(früher auch: Obersteigmühle)

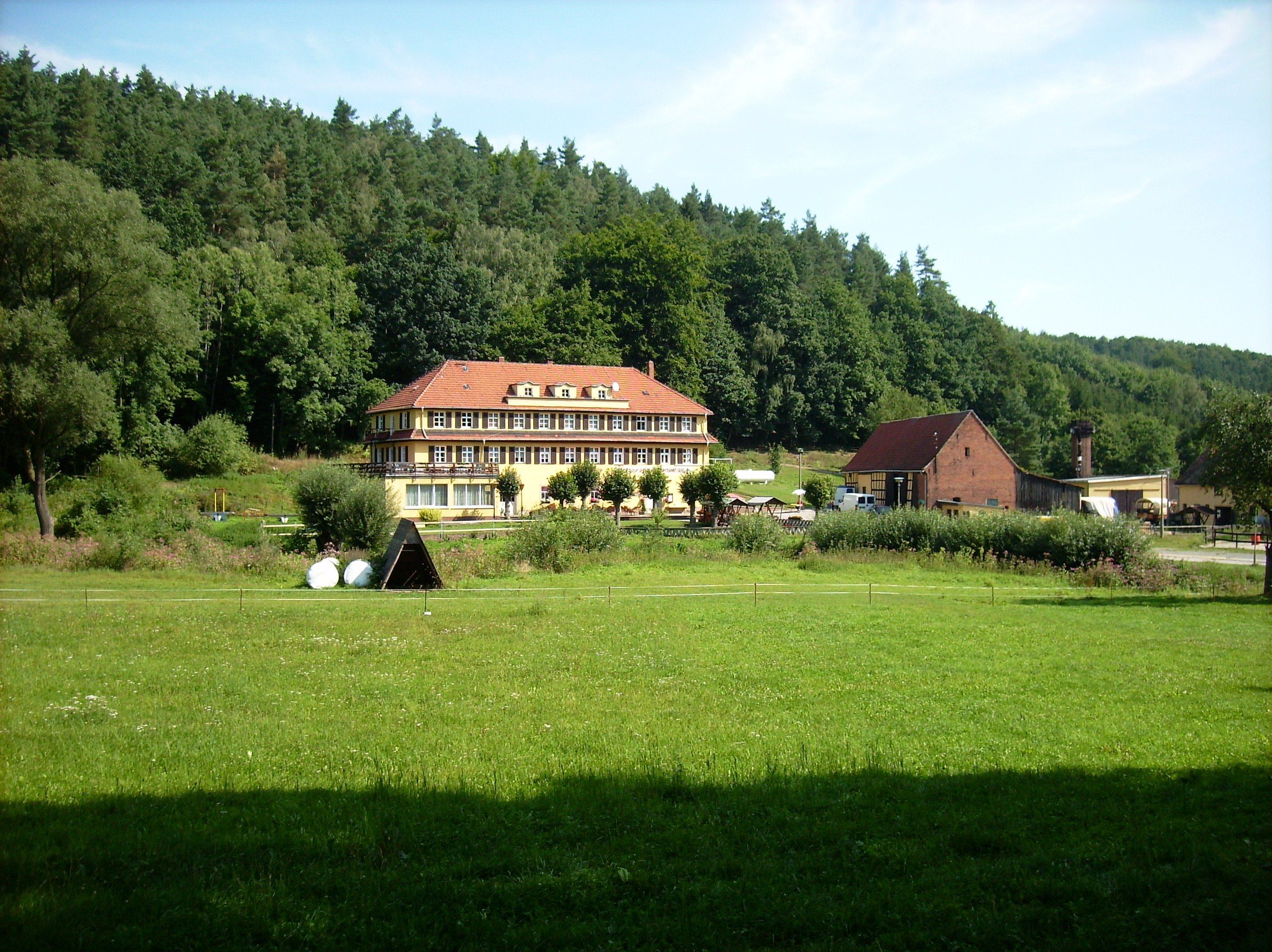
Amtsschreibermühle (2008)

Offenbar war die Mühle früher einmal Besitz eines Amtsschreibers. Ab 1912 gehörte sie dem Chemiker Wilhelm Ostwald und beherbergte bis 1914 seine lebensreformerische Kolonie UNESMA. Im Jahr 1926 brannte die Mühle ab und man errichtete hier ein modernes Erholungsheim. Dieser zweigeschossige Neubau hat 11 Achsen (Fensterreihen). Das Dach weist drei Gauben auf. Um 1980 wurde die Mühle als Ausflugsgaststätte betrieben. Heute ist das Gebäude eine Gaststätte mit Pension.
- Walkmühle

Wie ihr Name aussagt war sie eine Walkmühle zum walken von Stoffen.
Heute genutzt als Restaurant und Hotel. Vor 1970 wurde die Walkmühle „im alten Baustil“ wiederhergestellt und als Gaststätte genutzt. Ein altes großes Mühlrad blieb erhalten. Um 1980 wurde die Mühle als Ausflugsgaststätte betrieben.
Um 1980 war die Walkmühle auch als Ferienheim des VEB Industrieisolierungen Leipzig genutzt.
Die Mühltalstraße wird hier von dem durchs Walktal nach Tautenhain führenden Weg gekreuzt.
- PfarrmühlePfarrmühle (2008)

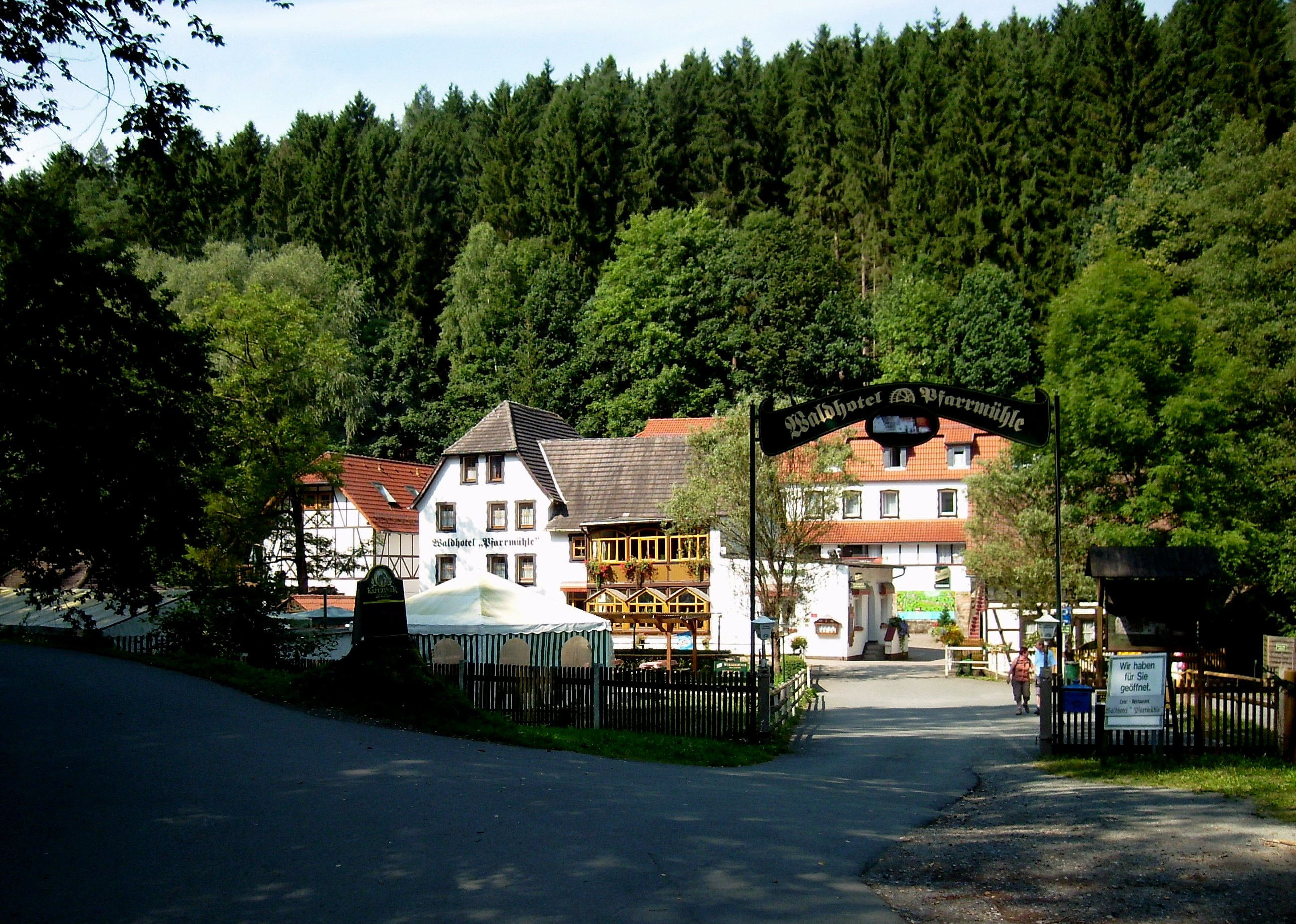
Pfarrmühle (2008)

Heute Waldhotel mit Restaurant. Urkundlich ersterwähnt wird die Pfarrmühle im Jahre 1290 in einer Urkunde des Zisterzienserinnenklosters Eisenberg. Am 9. Februar 1945 stürzte ein amerikanischer Bomber 50 m nördlich der Pfarrmühle ab. Ein Gedenkstein erinnert daran (siehe Kapitel Geschichte). In der DDR-Zeit war die Pfarrmühle um 1970/80 Betriebsferienheim des Instituts für Fördertechnik in Leipzig (TAKRAF). Ein Gebäude weist noch Fachwerkbauweise auf. Im Hof ist ein historisches Wasserrad auf einer eisernen Welle montiert "betriebsfähig" aufgestellt worden.
Um 1980 wurde die Mühle (zusätzlich?) als Ausflugsgaststätte betrieben.
- Froschmühle (früher: Fröhlichmühle)

Heute eine Jugendherberge des DJH. Seit 1957 wurde sie als Jugendherberge (damals 91 Betten, um 1980 erweitert auf 107 Betten) und Raststätte genutzt. Die Froschmühle soll zu den ältesten Mühlen im Tal gehören. Der (vorherigen) Pfarrmühle gegenüber, am Nordhang des Weges nach Eisenberg, sind in einen Felsen die Jahreszahlen 1806 und 1847 und eine Essenkehrer-Scharre eingeschlagen worden. Hier soll bei einem nächtlichen Brand der Froschmühle im Jahre 1847 ein zu Hilfe eilender ortsunkundiger Schornsteinfeger tödlich abgestürzt sein. 1806 benennt sein Geburtsjahr.
Von Froschmühle und Pfarrmühle führen in nordwestlicher Richtung Wanderwege nach Friedrichstanneck mit dem dortigen Schloss Friedrichstanneck (ruinös).
- Naupoldsmühle

Heute ist sie "Waldgasthof Naupoldsmühle" mit Pension. In ihrem ehemaligen Backhaus befindet sich heute das Mühltalmuseum (mit Ausstellung über Milo Barus). Die Naupoldsmühle ist die letzte der verwaltungsmäßig zur Stadt Eisenberg gehörigen Mühlen. Zu ihr gehörten mehrere Teiche, die auch zur Fischzucht dienten. Hingegen hatten die anderen Mühlen im Tal jeweils nur einen Teich.
Um 1980 wurde die Mühle als Ausflugsgaststätte betrieben.
Zusätzlich wurde sie um 1980 als Ferienheim des VEB Teppichwerke Münchenbernsdorf genutzt.
- Meuschkensmühle Meuschkensmühle (2018)(auch: Oberscharlachsmühle)

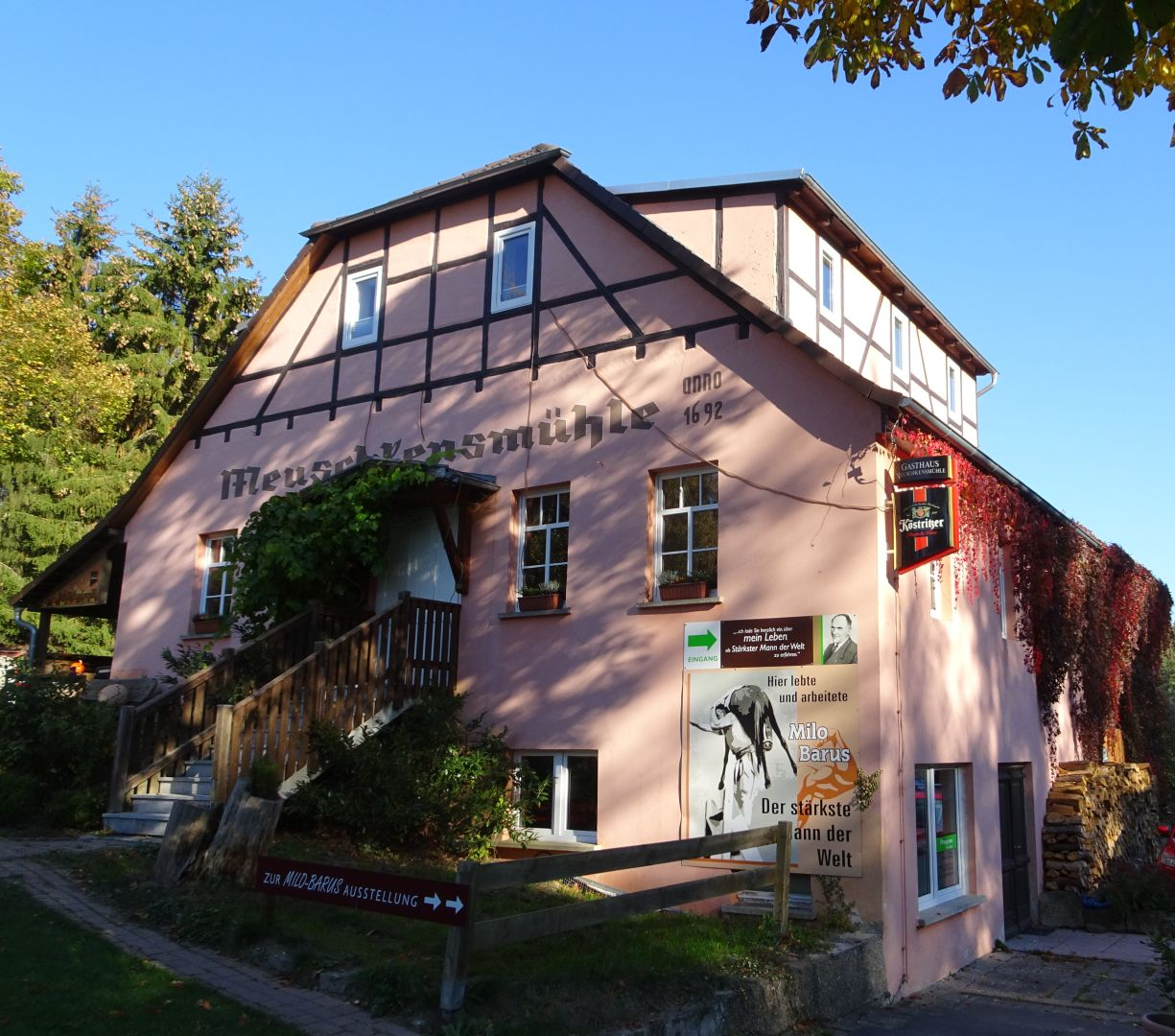
Meuschkensmühle (2018)

Nahe bei Weißenborn, ein Bau von 1692 laut Info an der Fassade. Außerdem Gaststätte mit Ferienwohnungen. Sie befindet sich im waldfreien Teil des Mühltales.
Um 1980 wurde die Mühle als Ausflugsgaststätte betrieben.
Zusätzlich diente sie zu dieser Zeit als Ferienheim des Hauptpostamtes Gera.
Östlich der Meuschkensmühle soll das Areal einer verschwundenen mittelalterlichen Glashütte (außerhalb des Tales) liegen. Nordwestlich der Meuschkensmühle liegt an der Westseite des Tales ein Steinbruch.
Die Mühlen von Robertsmühle bis inklusive Naupoldsmühle gehören verwaltungsmäßig zur Stadt Eisenberg. Die Meuschkensmühle gehört zum Ort Weißenborn.

### Miniaturenpark
Am 19. Mai 2007 wurde der Miniaturenpark im Eisenberger Mühltal eröffnet. Der Park im privaten Areal der Robertsmühle zeigt Modelle von 10 Mühlen aus dem Mühltal um 1900 im Maßstab 1:20. Die Idee des Miniaturenparks entstand im Verein Ländliche Kerne e.V. etwa sieben Jahre zuvor. In zweijähriger Arbeit wurden die Mühlenmodelle geschaffen.
Die Modelle zeigen jeweils das ganze Mühlenanwesen mit Nebengebäuden im Aufbau "um 1900". Außerdem existiert hier ein Wasserspielplatz und ein Kneippbecken.
Die Besichtigung der Anlage war gebührenpflichtig. Durch Schließung des Café Robertsmühle (vor 2025) ist die weitere Nutzung des Areals unklar.

### Veranstaltungen und Museen
Als regelmäßig stattfindende Veranstaltungen sind der Mühltallauf und das Weihnachtstal erwähnenswert.
Neben Wanderungen und Radtouren bieten die Mühlengaststätten auch Familienfreizeiten mit Kremserfahrten und Ponyreiten an.
Ansprechpartner für Veranstaltungen und Kremserfahrten im Eisenberger Mühltal sind die Touristinformationen in Eisenberg, Bad Klosterlausnitz sowie in Kahla.

#### Mühltalmuseum und Milo-Barus-Cup
Im Backhaus der Naupoldsmühle befindet sich heute das Mühltalmuseum.
Milos Waldhaus (heute Gaststätte) ist das ehemalige Wohnhaus von „Milo Barus“ (Emil Bahr, 1906–1977), dem „stärksten Mann der Welt“ (Mitte des 20. Jh.). Über einige Zeit bewirtschaftete er mit seiner Frau gastronomisch die benachbarte Meuschkensmühle. Daher gibt es in der Meuschkensmühle auch eine kleine Ausstellung über ihn (sowie eine weitere im Mühltalmuseum der Naupoldsmühle).
Eine Infotafel teilt mit, dass seit dem Jahr 2000 an jedem 3. Oktober der Milo-Barus-Cup stattfindet. Bei diesen sportlichen Wettkämpfen zwischen Strongmen reisen mittlerweile auch Teilnehmer aus anderen Ländern an. Die Wettkämpfe finden auf der Wiese zwischen Milos Waldhaus und der Meuschkensmühle statt.

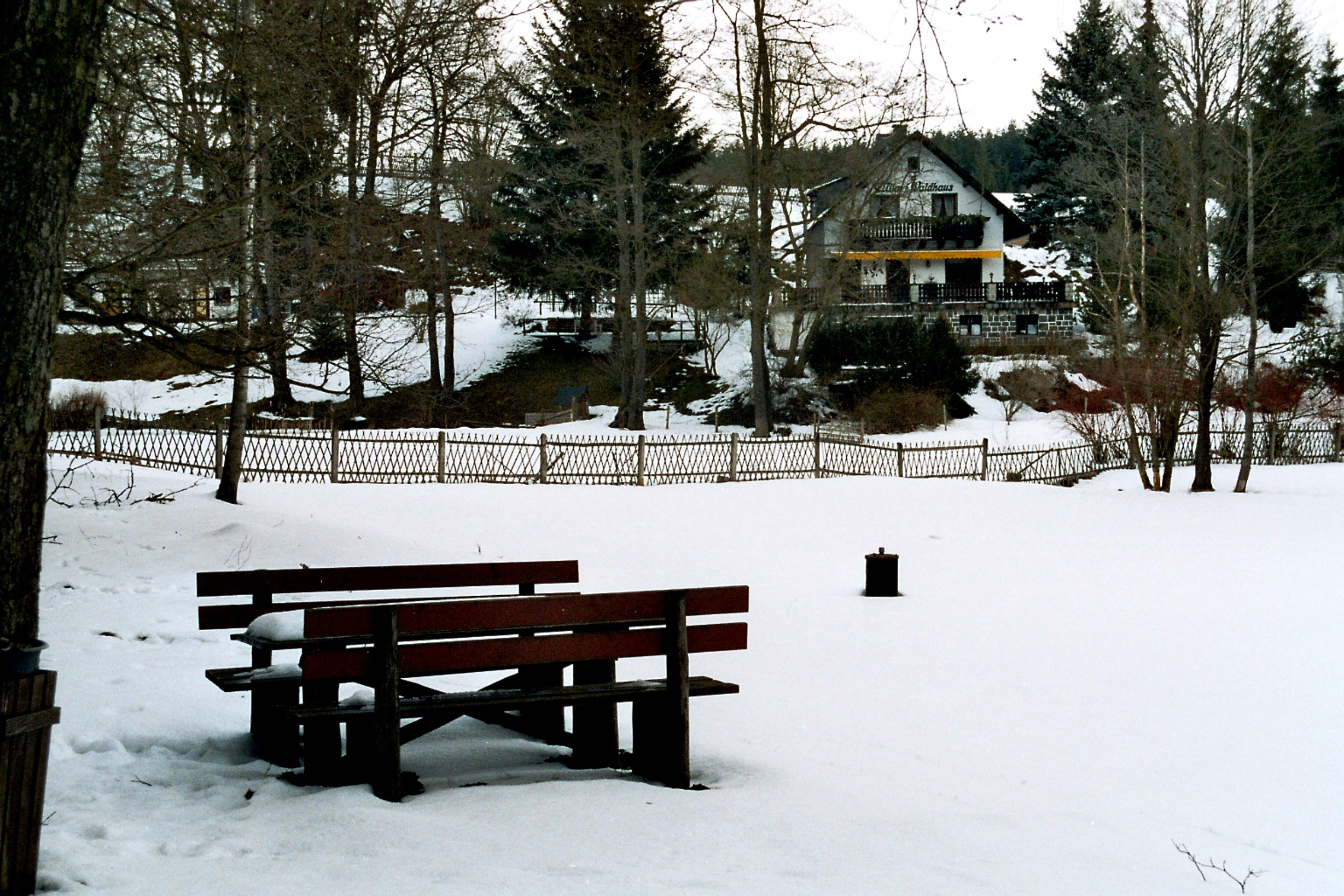
Milos Waldhaus im Mühltal (bei Weißenborn)
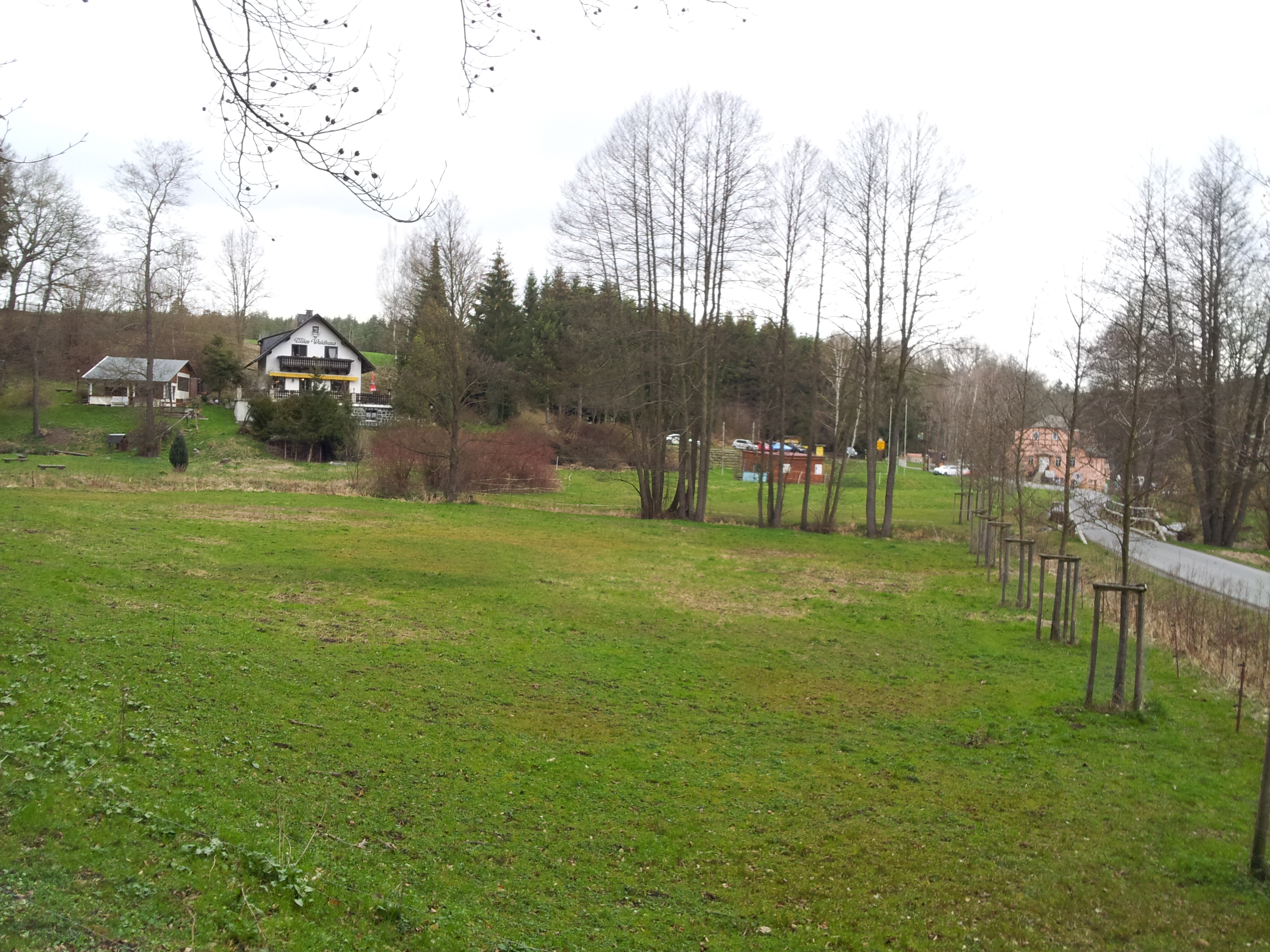
Milos Waldhaus (links) und Meuschkensmühle (rechts)
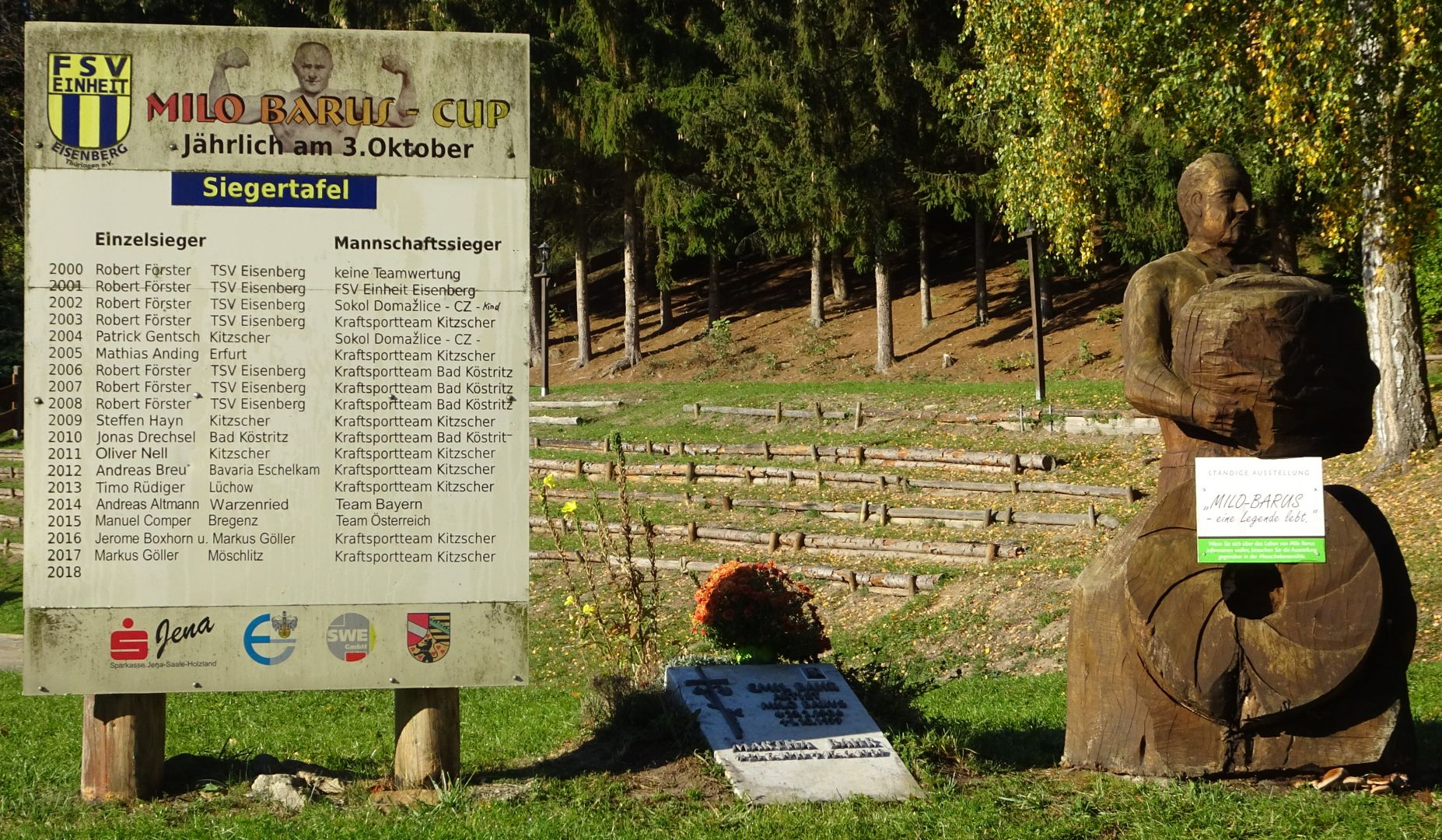
Infotafel zum jährlichen Milo-Barus-Cup im Mühltal

### Sonstige und Umgebung
- Manche Literatur/Wanderkarten vermerken eine abgegangene Burg im oder beim Mühltal. Damit ist vermutlich der Burgstall bei Tautenhain gemeint: Burg Tautenhain.
- In Tautenhain ist als Denkmal eine originale Kanone (auf Lafette mit Rädern) der napoleonischen Truppen von 1806 zu besichtigen, weswegen der Ortsgasthof/Hotel den Namen „Zur Kanone“ führt. Jedes Jahr findet im Ort Ende September das "Kanonenfest" statt, bei dem die Besucher nachgestellte "napoleonische und preußische Truppen in Aktion" erleben können[37].
- etliche steinzeitliche Hügelgräber nahe Tautenhain (siehe Kapitel Geschichte)
- Flächennaturdenkmal "Rote Pfütze" und Naturschutzgebiet An den Ziegenböcken jeweils westlich von Weißenborn bzw. in Richtung Serba
- Bodendenkmal Jakobskapelle (siehe Kapitel Geschichte)
- in Stadt Eisenberg: Stadtmuseum, Schloss Christiansburg mit Schlossgarten und Schlosskirche Eisenberg sowie der Tiergarten Eisenberg mit künstlicher Burgruine des Historismus
- ehem. Raketengelände bei Tautenhain (siehe Kapitel Mühlen)
- Wasserschloss Hartmannsdorf mit Schlosspark (privat)
- Hainspitzer See (Flächennaturdenkmal) mit Burgstall Wasserburg Hainspitz und ein weiteres Flächennaturdenkmal (Tal) südöstlich von Hainspitz
- Naturdenkmal "Georgseiche" zwischen Eisenberg und Kursdorf. In Kursdorf die "Weißenmühle" und das dortige Sühnekreuz (siehe Kapitel Geschichte).